# The Damned (1969)
The Damned (Italiaans: La caduta degli dei; Duits: Die Verdammten) is een Italiaans-Duitse oorlogsfilm uit 1969 onder regie van Luchino Visconti.

Het MacBeth-gegeven verplaatst naar nazi-Duitsland kreeg een fascinerende opera-achtig barokke regie van Visconti die zowel meesleept als kritische afstand schept en een rolbezetting met zeven nationaliteiten tot een stijleenheid van acteren brengt.
— Speelfilmencyclopedie

## Verhaal
Als het bericht van de Rijksdagbrand aankomt bij de Duitse adellijke familie Essenbeck, wordt de politieke overtuiging van de verschillende familieleden duidelijk. Als de pater familias Joachim von Essenbeck de volgende nacht wordt vermoord, moet de liberale Herbert Thallmann het land ontvluchten. De werkelijke dader van de moord is Friedrich Bruckmann, die voortaan optreedt als algemeen gevolmachtigde van het familie-imperium. Hij is tegelijk de geliefde van Sophie von Essenbeck, de schoondochter van Joachim. Konstantin von Essenbeck, diens enige zoon, wordt geëlimineerd tijdens de Nacht van de Lange Messen.
De SS-officier Aschenbach wil vervolgens Bruckmann uitschakelen. Hij weet dat Martin von Essenbeck, de enige zoon van Sophie, pedofiele gevoelens heeft. Hij chanteert hem daarmee, zodat hij zich noodgedwongen tot het nazisme bekeert. In zijn blinde haat verkracht hij zijn moeder om haar te vernederen. Vervolgens dwingt hij Sophie en Bruckmann ook gezamenlijk tot zelfmoord. Aan het einde van de film is Martin alleenheerser over het industriële imperium van het geslacht Essenbeck, maar hij is ook reddeloos verloren in de handen van de nationaalsocialisten.

## Rolverdeling
| Acteur              | Personage                |
| ------------------- | ------------------------ |
| Dirk Bogarde        | Friedrich Bruckmann      |
| Ingrid Thulin       | Sophie von Essenbeck     |
| Helmut Griem        | Aschenbach               |
| Helmut Berger       | Martin von Essenbeck     |
| Renaud Verley       | Günther von Essenbeck    |
| Umberto Orsini      | Herbert Thallmann        |
| Reinhard Kolldehoff | Konstantin von Essenbeck |
| Albrecht Schoenhals | Joachim von Essenbeck    |
| Florinda Bolkan     | Olga                     |
| Nora Ricci          | Gouvernante              |
| Charlotte Rampling  | Elisabeth Thallman       |
| Irina Wanka         | Lisa Keller              |
| Karin Mittendorf    | Thilde Thallman          |
| Valentina Ricci     | Erika Thallman           |
| Wolfgang Hillinger  | Janek                    |

## Prijzen en nominaties
| Jaar | Prijs            | Categorie                      | Genomineerde(n)                                  | Uitslag     |
| ---- | ---------------- | ------------------------------ | ------------------------------------------------ | ----------- |
| 1970 | Oscars           | Beste oorspronkelijke scenario | Luchino Visconti Enrico Medioli Nicola Badalucco | Genomineerd |
| 1970 | Nastro d'Argento | Beste regie                    | Luchino Visconti                                 | Gewonnen    |
| 1970 | Nastro d'Argento | Beste oorspronkelijke verhaal  | Luchino Visconti Enrico Medioli Nicola Badalucco | Gewonnen    |
| 1970 | Nastro d'Argento | Beste oorspronkelijke scenario | Luchino Visconti Enrico Medioli Nicola Badalucco | Genomineerd |
| 1970 | Nastro d'Argento | Beste camerawerk (kleur)       | Armando Nannuzzi Pasqualino De Santis            | Genomineerd |
| 1970 | Nastro d'Argento | Beste decorontwerp             | Vincenzo Del Prato                               | Genomineerd |
| 1970 | Nastro d'Argento | Beste kostuumontwerp           | Piero Tosi                                       | Genomineerd |